# 384. pr. Kr.
◄ | 5. stoljeće pr. Kr. | 4. stoljeće pr. Kr. | 3. stoljeće pr. Kr. | ►
◄ | 410-ih pr. Kr. | 400-ih pr. Kr. | 390-ih pr. Kr. | 380-ih pr. Kr. | 370-ih pr. Kr. | 360-ih pr. Kr. | 350-ih pr. Kr. | ►
◄◄ | ◄ | 387. pr. Kr. | 386. pr. Kr. | 385. pr. Kr. | 384 pr. Kr. | 383. pr. Kr. | 382. pr. Kr. | 381. pr. Kr. | ► | ►►
Astronomija

## Događaji
- grčki kolonisti s otoka Para osnovali Stari Grad na Hvaru

## Rođenja
- Aristotel, grčki filozof